# 1991 في أستراليا
فيما يلي قوائم الأحداث التي وقعت خلال عام 1991 في أستراليا.

## سياسة

### انتهاء فترة المنصب
- 25 مايو – دون فريزر عضو الجمعية التشريعية نيو ساوث ويلز.

## رياضة
- 3 نوفمبر – جائزة أستراليا الكبرى 1991 الفائز آيرتون سينا.

## أفلام
من الأفلام التي صدرت هذه السنة في أستراليا:
- 1 يناير – برهان من إخراج جوكلين مورهوس.

## موسيقى

### أغاني
من الأغاني التي صدرت هذه السنة في أستراليا:
- 21 يناير – وات دو آي هاف تو دو من غناء كايلي مينوغ.
- 20 مايو – شوكد من غناء كايلي مينوغ.
- 1 أغسطس – وورد إز آوت من غناء كايلي مينوغ.
- 21 أكتوبر – إف يو وير ويذ مي ناو من غناء كايلي مينوغ.

## مواليد

### يناير
- 6 يناير – أليس كونيك
- 18 يناير – ميتشيل ديوك لاعب كرة قدم أسترالي.
- 22 يناير – ميتشل مالهيرن دراج أسترالي.

### فبراير
- 4 فبراير – ماثيو لكي لاعب كرة قدم أسترالي.
- 11 فبراير – شانينا شايك عارضة أسترالية.
- 16 فبراير – توم دالي لاعب كرة سلة أسترالي.
- 24 فبراير – ميليسا هوسكينز درّاجة طريق أسترالية.

### مارس
- 30 مارس – كوستا أندريكوبولوس لاعب كرة قدم أسترالي.

### أبريل
- 15 أبريل – جايسون كاد لاعب كرة سلة أسترالي.

### مايو
- 17 مايو – جوانا كونتا لاعبة كرة مضرب بريطانية.

### يونيو
- 1 يونيو – سالي بيرز لاعبة كرة مضرب أسترالية.
- 7 يونيو – أوليفيا روجوفسكا لاعبة كرة مضرب أسترالية.
- 25 يونيو – لورين رينولدز درّاجة طريق أسترالية.
- 29 يونيو – جيسون ديفيدسون لاعب كرة قدم أسترالي.

### يوليو
- 11 يوليو – تود بلانتشفيلد لاعب كرة سلة أسترالي.
- 13 يوليو – جيد هوبر لاعبة كرة مضرب أسترالية.
- 16 يوليو – إيما لويس مغنية أسترالية.
- 22 يوليو – تومي يوريتش لاعب كرة قدم كرواتي.

### أغسطس
- 2 أغسطس – مات هودجسون لاعب كرة سلة أسترالي.
- 6 أغسطس – ديلان مكجوان لاعب كرة قدم أسترالي.
- 12 أغسطس – خيسينتا كامبل
- 15 أغسطس – سام ويلوبي درّاج طريق أسترالي.
- 17 أغسطس – مايكل هيبورن دراج أسترالي.

### سبتمبر
- 27 سبتمبر – ريبيكا هندرسون درّاجة طريق أسترالية.

### أكتوبر
- 7 أكتوبر – كوري ماينارد لاعب كرة سلة أسترالي.
- 10 أكتوبر – غابرييلا كيلمي

### نوفمبر
- 5 نوفمبر – فلوم موسيقي أسترالي.

### ديسمبر
- 6 ديسمبر – راشيل جاري لاعبة كرة سلة أسترالية.
- 10 ديسمبر – تومي أور لاعب كرة قدم أسترالي.
- 12 ديسمبر – أنيت ادموندسون درّاجة طريق أسترالية.
- 18 ديسمبر – ماثيو بارتون لاعب كرة مضرب أسترالي.

## وفيات

### سبتمبر
- 10 سبتمبر – جاك كراوفورد (مواليد 1908) لاعب كرة مضرب أسترالي.

### نوفمبر
- 17 نوفمبر – أدريان كويست (مواليد 1913) لاعب كرة مضرب أسترالي.

### ديسمبر
- 28 ديسمبر – ساندرا هاريس (مواليد 1948)